# Skurup
Skurup ist ein Ort (tätort) in der südschwedischen Provinz Skåne län und der historischen Provinz Schonen.
Er ist Hauptort der gleichnamigen Gemeinde. Seine Entwicklung hat Skurup hauptsächlich der Lage an der Eisenbahnlinie Malmö-Ystad zu verdanken. Die Siedlung wirbt mit dem gängigen Slogan “When in Europe – don’t miss Skurup” für sich.
Die Bebauung besteht überwiegend aus Villen und Einfamilienhäusern, doch es gibt auch Gebiete mit Mehrfamilienhäusern. In Skurup gibt es vier Schulen für die Grund- und Mittelstufe sowie ein Gymnasium, das in der ehemaligen Landwirtschaftsschule untergebracht ist.

## Wirtschaft und Verkehr
Die meisten Einwohner pendeln zur Arbeit nach Malmö oder Lund. Die größten Unternehmen des Ortes sind Skanem, Lidbergs Grafiska und Postpac, die zum Druckerei- und Verpackungswesen zählen. Die Büros der kommunalen Verwaltung und die größten Geschäfte der Gemeinde konzentrieren sich in Skurup.
Die Bahnstrecke Malmö–Ystad wurde 1996 elektrifiziert. Die im Jahr 2000 eröffnete Direktverbindung über die Öresundbrücke nach Kopenhagen wurde am 9. Dezember 2017 eingestellt. Der Flughafen für die Region Schonen, der Flughafen Malmö, liegt nur 11 Kilometer vom Ortszentrum entfernt.

## Geschichte
Zuerst gab es ein Dorf, das im 12. Jahrhundert eine Kirche bekam. Im Mittelalter wurde eine Burg errichtet, die nach dem Bau des Schlosses Svaneholm abgerissen wurde. Danach zählte das Dorf Skurup zum Gut Svaneholm. Zum Ende des 18. Jahrhunderts durften die Bauern direkt auf dem eigenen Grundstück wohnen, was zu einer zeitweiligen Auflösung des Dorfes führte.
Ein neuer Aufschwung kam mit der Einweihung der neuen Bahnlinie im Jahre 1874. Es entstanden neue Betriebe, die z. B. Ziegel, Meiereiprodukte und Landwirtschaftswerkzeuge herstellten. Der 1914 erlangte Status einer Minderstadt (köping) hatte nach der Verwaltungsreform von 1971 keine Bedeutung mehr.